# Kabaddi plażowe na Plażowych Igrzyskach Azjatyckich 2012
Podczas III Plażowych Igrzysk Azjatyckich rozegrano dwa turnieje w plażowej odmianie kabaddi: kobiecy i męski. Turnieje odbywały się w dniach od 19 do 22 czerwca 2012 r. 

## Medaliści
| Konkurencja      | Złoty                                                                                                | Srebrny | Brązowy |
| Turniej mężczyzn | Iran (IRI) Mohammad Maghsoudloo Meraj Sheikh Kianoush Naderian Gholam Abbas Korouki Farhad Rahimi    | Pakistan (PAK) Nasir Ali Wajid Ali Muhammad Khalid Abrar Khan Akhlaq Hussain Ibrar Hussain                                           | Sri Lanka (SRI) Anuruddika de Silva Saheevan Rathakrushnan Sajith Indra Kumara Sinotharan Kanesharajah Ranidu Chamara Kapila Bandara                         |
| Turniej mężczyzn | Iran (IRI) Mohammad Maghsoudloo Meraj Sheikh Kianoush Naderian Gholam Abbas Korouki Farhad Rahimi    | Pakistan (PAK) Nasir Ali Wajid Ali Muhammad Khalid Abrar Khan Akhlaq Hussain Ibrar Hussain                                           | Indie (IND) Surjeet Kumarv Pathapalam Suresh Anup Kumar Thimmarayappa Gopalappa Manjit Chillar Pathapalam Suresh                                             |
| Turniej kobiet   | Indie (IND) Mamatha Poojary Kavita Devi Priyanka Negi Marshalmary Savariyappan Randeep Kaur Priyanka | Tajlandia (THA) Tanatporn Srijan Jirawan Jareonroop Krittaya Kwangkunthot Naleerat Ketsaro Jeerawan Namchiangtai Kamontip Suwanchana | Bangladesz (BAN) Fatema Akhter Poly Maleka Parvin Rupali Akhter Kazi Shahin Ara Sharmin Sultana Rima Kochi Rani Mondal                                       |
| Turniej kobiet   | Indie (IND) Mamatha Poojary Kavita Devi Priyanka Negi Marshalmary Savariyappan Randeep Kaur Priyanka | Tajlandia (THA) Tanatporn Srijan Jirawan Jareonroop Krittaya Kwangkunthot Naleerat Ketsaro Jeerawan Namchiangtai Kamontip Suwanchana | Sri Lanka (SRI) Nimashi Kokila Edirisinhage Sugandy Piyarathnage Chamila Prasangika Perera Madushani Chathurika Dilini Wirapperuma Deepika Sanjeewani Pawith |

## Tabela medalowa
| Poz.    | Państwo          | Złoto | Srebro | Brąz | Łącznie |
| ------- | ---------------- | ----- | ------ | ---- | ------- |
| 1       | Indie (IND)      | 1     | -      | 1    | 2       |
| 2       | Iran (IRI)       | 1     | -      | -    | 1       |
| 3       | Pakistan (PAK)   | -     | 1      | -    | 1       |
| 3       | Tajlandia (TAJ)  | -     | 1      | -    | 1       |
| 5       | Sri Lanka (SRI)  | -     | -      | 2    | 2       |
| 6       | Bangladesz (BAN) | -     | -      | 1    | 1       |
| Łącznie | Łącznie          | 2     | 2      | 4    | 8       |